# James Avery
James Avery (27. november 1945 – 31. december 2013) var en amerikansk filmskuespiller og tegnefilmsdubber. Han var nok mest kendt for sin rolle som “Philip Banks” i den yderst populære sitcom, Rap fyr i L.A.. Han var også kendt som stemmen bag Shredder i 1987-version af Teenage Mutant Ninja Turtles.